# (1836) Komarov
(1836) Komarov ist ein Asteroid des Hauptgürtels, der am 26. Juli 1971 vom russischen Astronomen Nikolai Stepanowitsch Tschernych am Krim-Observatorium (IAU-Code 675) in Nautschnyj entdeckt wurde.
Der Asteroid ist nach dem sowjetischen Kosmonauten Wladimir Michailowitsch Komarow (1927–1967) benannt.